# ドロシー・ラウンド
ドロシー・イーディス・ラウンド・リトル（Dorothy Edith Round Little, 1908年7月13日 - 1982年11月12日）は、イングランド・ウースターシャー出身の女子テニス選手。主に1930年代に活躍し、ウィンブルドン選手権2勝を含めて、4大大会女子シングルスで通算「3勝」を挙げた。ウィンブルドン選手権では1934年から1936年にかけて混合ダブルス3連覇を達成したが、1934年の混合ダブルス部門で日本の三木龍喜とペアを組み、三木による日本人選手として最初のテニス4大大会優勝の手助けをしたパートナーとしてよく知られている。

## 来歴
ドロシー・ラウンドがウィンブルドン女子シングルス決勝に初めて進出したのは、1933年のことであった。この時ラウンドは、過去5度優勝のヘレン・ウィルス・ムーディを相手に 4-6, 8-6, 3-6 のフルセットで敗れたが、当時無敵の強さを誇っていたムーディが第2セットを接戦で失う場面は珍しく、ラウンドは果敢な挑戦者として高い評価を得た。この年から1937年まで、ラウンドは女子世界ランキングのトップ10位以内を維持する。1934年に女子シングルスで2年連続の決勝に進出し、今度はヘレン・ジェイコブスを 6-2, 5-7, 6-3 で破って初優勝を飾った。ラウンドが混合ダブルスで日本の三木龍喜とペアを組んだのは、この年のことである。2人は7試合を勝ち抜き、決勝でヘンリー・オースチンとドロシー・シェパード＝バロン（ともにイギリス）の組を 3-6, 6-4, 6-0 で破って優勝を決めた。その前年、1933年にウィンブルドン選手権の男子ダブルス決勝で佐藤次郎と布井良助の組が逆転負けの準優勝に終わり、佐藤は心身のプレッシャーに耐えかねて、1934年4月5日にマラッカ海峡で投身自殺してしまった。他の日本人選手たちはそのショックの中で試合を戦っていたため、三木が（イギリス人女性のラウンドと組みながら）ウィンブルドンの混合ダブルス部門で日本人選手初の4大大会タイトルを獲得したことは、当時の日本で大きな話題を呼んだ。
1935年の全豪選手権で、ドロシー・ラウンドはイギリスのナンシー・ライルを破って4大大会シングルス2冠を獲得する。三木龍喜が1934年を最後にウィンブルドン選手権を退いたため、ラウンドは1935年と1936年の混合ダブルス部門ではフレッド・ペリーとペアを組み、混複3連覇を達成した。1937年に同選手権で3年ぶり3度目の女子シングルス決勝に進出した時は、ポーランド人選手のヤドヴィガ・イェンジェヨフスカと対戦した。最終第3セットでイェンジェヨフスカに一時 1-4 とリードされたが、ここから挽回したラウンドが 6-2, 2-6, 7-5 で勝ち、3年ぶり2度目の優勝を決めた。イェンジェヨフスカはポーランド人選手として最初の4大大会女子シングルス優勝のチャンスを逃し、結局3度の準優勝の壁にぶつかることになる。この年に、ラウンドはダグラス・リトル（Douglas Little）と結婚して「ドロシー・ラウンド・リトル」（Dorothy Round Little）と名乗るようになった。
ドロシー・ラウンド・リトルは1982年11月12日、イギリスのキダーミンスターにて74歳で死去した。没後4年目の1986年に国際テニス殿堂入りを果たしている。

## 4大大会優勝
- 全豪選手権　女子シングルス：1勝（1935年）
- ウィンブルドン選手権　女子シングルス：2勝（1934年、1937年）／混合ダブルス：3勝（1934年-1936年）　［1934年に三木龍喜と組む］